# Everything Must Go (альбом Steely Dan)
| Совокупная оценка    | Совокупная оценка |
| Источник             | Оценка            |
| -------------------- | ----------------- |
| Metacritic           | 71/100            |
| Оценки критиков      |                   |
| Источник             | Оценка            |
| Allmusic             | [ 1 ]             |
| Robert Christgau     | [ 3 ]             |
| Entertainment Weekly | B+                |
| Mojo                 | [ 5 ]             |
| Q                    | [ 6 ]             |
| Rolling Stone        | [ 7 ]             |
| BBC Music            | (positive)        |
| New York Times       | (positive)        |

Everything Must Go — девятый студийный альбом американской джаз-рок-группы Steely Dan, вышедший 10 июня 2003 года на лейбле Reprise Records спустя три года после предыдущего успешного студийного диска Two Against Nature (2000), удостоенного премии «Грэмми». Альбом получил положительные и умеренные отзывы музыкальных изданий и критиков, включая Allmusic, Роберт Кристгау, Entertainment Weekly, Rolling Stone, BBC Music, The New York Times и другие.

## Список композиций
Все песни написаны дуэтом авторов-исполнителей Уолтером Беккером (соло-гитара, бас-гитара, перкуссия, вокал) и Дональдом Фейгеном (вокал, фортепиано, орган, клавинет, Родес-пиано, перкуссия, синтезатор).
1. «The Last Mall» — 3:36
2. «Things I Miss the Most» — 3:59
3. «Blues Beach» — 4:29
4. «GodWhacker» — 4:57
5. «Slang of Ages» — 4:15
6. «Green Book» — 5:55
7. «Pixeleen» — 4:01
8. «Lunch with Gina» — 4:27
9. «Everything Must Go» — 6:45

## Чарты

### Альбом
| Год  | Чарт                | Позиция |
| ---- | ------------------- | ------- |
| 2003 | The Billboard 200   | 9       |
| 2003 | Top Internet Albums | 7       |
| 2003 | UK Album Chart      | 21      |